# Hassan Nagm El-Din
Hassan Fadallah Nagm El-Din (arab. حسن نجم الدين; ur.  w 1945 w Chartumie, zm. 19 listopada 2013 w Szardży) – sudański piłkarz grający na pozycji obrońcy, olimpijczyk. Złoty medalista Pucharu Narodów Afryki 1970.
El-Din był kapitanem zespołu na igrzyskach w Monachium. 28 sierpnia 1972 zagrał w pierwszym spotkaniu olimpijskim, w którym rywalem byli piłkarze Meksyku. Jego reprezentacja przegrała 0–1. Wystąpił również w dwu kolejnych spotkaniach: w przegranym 1–2 meczu ze Związkiem Radzieckim, oraz w ostatniej potyczce grupowej z drużyną Birmy, również przegranej (0–2). Sudańczycy odpadli z turnieju po fazie grupowej.
El-Din zagrał w dwu z ośmiu spotkań eliminacyjnych do mistrzostw świata w Meksyku (1970). Wystąpił w spotkaniu z reprezentacją Zambii, oraz w meczu z Etiopią. Zagrał również w obu spotkaniach eliminacyjnych do kolejnego mundialu.
W 1970 roku zdobył złoty medal podczas Pucharu Narodów Afryki rozgrywanego w Sudanie. El-Din zagrał na tym turnieju w jednym meczu kadry (w spotkaniu grupowym z Kamerunem), nie zdobył żadnej bramki. Zagrał również w trzech meczach grupowych kolejnych mistrzostw kontynentu, jednak Sudan odpadł po fazie grupowej. W Pucharze Narodów Afryki 1976 również zagrał w jednym spotkaniu, a było to w meczu grupowym z Zairem (Sudan nie wyszedł wtedy z grupy).